# Атаниязова, Орал Аминовна
Орал Аминовна Атаниязова (каракалп. Oral Aminovna Ataniyazova. узб. Oral Aminovna Ataniyazova; род. в 1956 году, Кара-Калпакская АССР, Узбекская ССР, СССР) — каракалпакский врач, учёный и государственный деятель, доктор медицинских наук, c 2020 года ректор Медицинского института Каракалпакстана, член Сената Олий Мажлиса Республики Узбекистан III и IV созыва.

## Биография
Атаниязова Орал Аминовна родилась в 1956 году в Кара-Калпакской АССР. В 2001 году назначена директором Нукусского филиала Ташкентского педиатрического медицинского института. В 2015 году избрана в Сенат Олий Мажлиса Республики Узбекистан III созыва, а также членом комитета Сената по вопросам международных отношений, внешнеэкономических связей, иностранных инвестиций и туризма. В 2020 году избрана в Сенат Олий Мажлиса Республики Узбекистан IV созыва, а также членом комитета Сената по вопросам науки, образования и здравоохранения. Постановлением Правительства от 20 мая 2020 года Орал Аминовна Атаниязова назначена ректором Медицинского института Каракалпакстана.

## Научная деятельность
После получения степени доктора медицинских наук в Москве Атаниязова провела в 1992 году опрос 5000 женщин репродуктивного возраста в Каракалпакстане. Результаты были шокирующими: более 90 % всех опрошенных женщин имели какие-либо осложнения во время беременности или родов. Это было связано с экологической катастрофой в районе Аральского моря, которое граничит с Каракалпакстаном. В ответ на эти выводы Атаниязова основала Каракалпакский центр репродуктивного здоровья и окружающей среды, названный Perzent, что в переводе с каракалпакского означает «потомство». Используя свой опыт в области репродуктивного здоровья, она была основным докладчиком на многих всемирных конференциях и выступала в Организации Объединённых Наций.

## Награды
В 2000 году она была удостоена экологической премии Голдманов.